# Józef Retinger

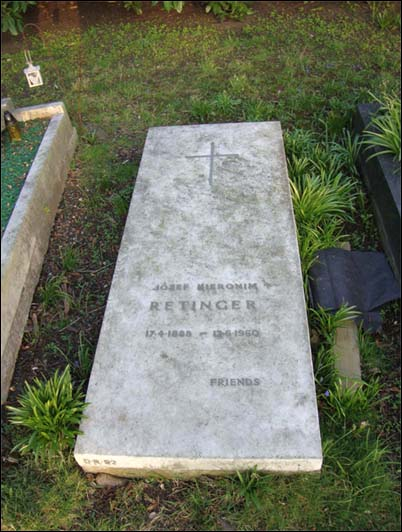
Grób Józefa Hieronima Retingera na cmentarzu North Sheen w Londynie

Józef Hieronim Retinger ps. „Brzoza” (ur. 17 kwietnia 1888 w Krakowie, zm. 12 czerwca 1960 w Londynie) – polski literaturoznawca, pisarz i polityk, doradca Władysława Sikorskiego; organizator kongresu haskiego, sekretarz generalny Ruchu Europejskiego, inicjator i sekretarz Grupy Bilderberg, jeden z twórców Wspólnoty Europejskiej; emisariusz polityczny, wolnomularz. W 1958 nominowany przez norweskiego posła Finna Moe (Partia Pracy) do Pokojowej Nagrody Nobla.

## Życiorys
Był synem Marii Krystyny z Czyrniańskich i adwokata Józefa Stanisława Retingera (1848–1897). Jego dziad Stanisław pochodził z rodziny żydowskiej, która przyjęła chrzest w 1827 roku w Tarnowie. Po nagłej śmierci ojca chłopcem zaopiekował się Władysław Zamoyski, który zapewnił mu wszechstronne wykształcenie – w Gimnazjum Św. Anny w Krakowie, następnie – bez zgody Zamoyskiego – krótki pobyt w nowicjacie jezuickim w Rzymie, a po powrocie do życia świeckiego studia w paryskiej École libre des sciences politiques i Sorbonie, zwieńczone uzyskanym w wieku 20 lat doktoratem z literatury. W Paryżu poznał m.in. François Mauriaca, André Gide'a, Maurice Ravela i – za pośrednictwem Arnolda Bennetta – Josepha Conrada. W 1911 wyjechał do Anglii, gdzie podjął studia na London School of Economics. Następnie przebywał w Monachium. Studiując na najlepszych uczelniach i bywając, dzięki wsparciu swojego protektora, w arystokratycznych klubach Paryża i Londynu, Retinger poznał najwybitniejsze postacie swoich czasów oraz tych, którzy władzę i znaczenie mieli zdobyć dopiero w późniejszych latach. Znajomi Józefa Retingera z lat młodości to przekrój różnych profesji. Nie brakło wśród nich wojskowych i polityków, jak trzymający w garści Afrykę lord Horatio Kitchener, późniejsi premierzy Wielkiej Brytanii i Francji – Winston Churchill i Georges Clemenceau, czy pierwszy prezydent Izraela Chaim Weizman.

### Kariera polityczna
Po rozpoczęciu I wojny światowej opuścił Kraków i ponownie wyjechał do Anglii, gdzie zaangażował się politycznie. W 1916 zainicjował i prowadził z pomocą księcia Sykstusa Parmeńskiego i markiza Boniego de Castellane rokowania w sprawie wycofania się Austro-Węgier z wojny w zamian za przyznanie im Bawarii, Królestwa Polskiego i ziem zaboru pruskiego. Plan zyskał poparcie premiera brytyjskiego Herberta Asquitha, właściciela „The Times” lorda Northcliffe'a i generała zakonu jezuitów Włodzimierza Ledóchowskiego, ale upadł z powodu ujawnienia go przez Clemenceau i niemieckiej presji na Austrię. 
W 1917 Retinger sprzeciwił się tworzeniu we Francji Armii Polskiej spośród jeńców z wojsk państw centralnych i został wydalony z państw Ententy. Wyjechał do Hiszpanii, a stamtąd poprzez Kubę do Meksyku, gdzie w trakcie rewolucji meksykańskiej był doradcą prezydenta oraz założyciela Partii Narodowo-Rewolucyjnej – Plutarco Callesa oraz nieoficjalnym doradcą działacza związkowego Luisa Moronesa. W międzyczasie udał się do Waszyngtonu, gdzie uzyskał obywatelstwo odrodzonej Polski, po czym odbył krótką podróż do kraju. Od 1918 angażował się zza granicy w polską politykę. Koszmar pierwszej wojny światowej skłonił Retingera do rozmyślań nad tym, jak zapobiec podobnym konfliktom w przyszłości. Razem z angielskim przyjacielem, kapitanem Arthurem „Boyem” Capelem (kochankiem Coco Chanel), przystąpił do pisania książki Świat na warsztacie, w której po raz pierwszy pojawił się pomysł, by utworzyć rząd światowy, oparty na przewodnictwie Anglii i Francji. W 1923 przybył ponownie jako przedstawiciel Międzynarodowej Federacji Związków Zawodowych do Polski, gdzie poznał ówczesnego premiera Władysława Sikorskiego. Po zamachu majowym w 1926 wspierał przeciwników marszałka Piłsudskiego skupionych wokół Frontu Morges (m.in. Ignacego Paderewskiego, Władysława Sikorskiego, Wincentego Witosa). Do odsunięcia od władzy Plutarco Callesa w 1934 pełnił w Meksyku rolę doradcy kolejnych prezydentów, w tym Álvaro Obregóna i samego Callesa, dzieląc czas między Meksyk a Europę. Przez cały okres międzywojenny działał w międzynarodowym ruchu związkowym.

### Pisarz
Pisał wiele prac politycznych i ogólnohistorycznych, z których kilka zostało wydanych w postaci książek, np. opublikowana w 1938 roku Polacy w cywilizacjach świata do końca wieku XIX. Pisywał dość regularnie do różnych pism, np. do Wiadomości Literackich pisał felietony Historja i polityka.

### Druga wojna światowa
W czasie II wojny światowej, po klęsce Francji, ewakuował z niej specjalnym samolotem do Wielkiej Brytanii gen. Sikorskiego, którego następnie był doradcą. Przyjaźnił się z wieloma prominentnymi politykami brytyjskimi, m.in. Anthonym Edenem, przez całe życie był oskarżany o agenturalną współpracę z różnymi wywiadami: sowieckim, brytyjskim, amerykańskim oraz Watykanu. Według Normana Daviesa Retingera miał już wprowadzić do sfery brytyjskich agentów Joseph Conrad. Z Sikorskim związał się już we Francji i został przez niego mianowany podsekretarzem stanu przy Radzie Ministrów. Za wydostanie polskiego premiera z Francji Retinger otrzymał Order Virtuti Militari, jednak nie przyjął tego odznaczenia, według niektórych zmyślił to, brak bowiem jakichkolwiek dokumentów mających potwierdzać odznaczenie. Po ataku niemieckim na ZSRR brał aktywny udział w zawarciu układu Sikorski-Majski, dzięki któremu do wiosny 1942 ZSRR opuściło ponad 40 tys. polskich żołnierzy i 74 tys. cywilów. Od 14 sierpnia do 5 września 1941 chargé d’affaires RP przy rządzie ZSRR (pierwszy przedstawiciel dyplomatyczny RP po wznowieniu stosunków dyplomatycznych w konsekwencji układu Sikorski-Majski).
4 lipca 1943 doszło do katastrofy lotniczej, w której zginął premier Sikorski. Retinger towarzyszył poprzednio Sikorskiemu niemal w każdym locie – z wyjątkiem tego feralnego. Stało się to jednym z elementów spekulacji na temat przyczyn i przebiegu katastrofy, które nie wskazywały jednak, jaka miałaby być rola Retingera. Retinger, jako sekretarz i doradca, towarzyszył Sikorskiemu w czasie wyjazdów połączonych z oficjalnymi spotkaniami dyplomatycznymi, zaś ten lot był wizytacją polskich oddziałów wojskowych przez Naczelnego Wodza. Ponadto na nieobecność Retingera naciskał sam Sikorski.
Po objęciu premierostwa przez Stanisława Mikołajczyka Retinger odsunął się od polskiego rządu. Po kilku miesiącach zgłosił się do brytyjskiej agencji wywiadowczej SOE z propozycją przerzucenia go do Polski, w celu „wyjaśnienia viva voce polityki rządu na wygnaniu i w celu wytworzenia wyraźniejszego obrazu morale polskiego podziemia”. O akcji został powiadomiony premier, który wyraził zgodę na operację, i minister spraw wewnętrznych Władysław Banaczyk.
Retinger miał zostać przerzucony do Polski w operacji „Wildhorn I” (Most 1), planowanej na 28 lutego 1944, ale doszła do skutku dopiero 15/16 kwietnia 1944, został więc przerzucony 3/4 kwietnia w operacji „Salamander”. W związku z długim czasem oczekiwania na lot, został rozpoznany przez mjr dypl. Mariana Utnika, wówczas zastępcę szefa Oddziału VI (Specjalnego) Sztabu Naczelnego Wodza. Utnik 1 lutego 1944 wysyłał szyfrogram do Londynu (L. dz. 903): „Od Mewy do Centrali. Do N.W. Pismo Mikołajczyka z rozkazem przerzutu Brzozy. Brzoza jest ukryty przez ang. ma być dostarczony do samolotu w masce. O pilną decyzję. Premier zakazał meldować o tym do Sztabu N.W. Nr Mewy 196″. Wysłał także 2 lutego 1944 szyfrogram (L. dz. 843): „Własna do Mewy. Nie widzę możliwości zatrzymania Brzozy. Zidentyfikować go”. Reakcja Naczelnego Wodza była jednoznaczna. W przesłanej z Londynu depeszy (L.dz.924) do mjr Utnika gen Sosnkowski pisał: Nie można zapobiec temu drogą awantury, gdyż mogłoby to spowodować przerwanie lotów w ogóle. Dlatego zarządziłem obserwację celem zidentyfikowania osób, a gdyby można było bez awantur – celem stwierdzenia, co kurier, czy też kurierzy polityczni, wiozą z sobą. Do kraju więcej w tych sprawach nie depeszujcie, z wyjątkiem zasygnalizowania, na którą placówkę odbiorczą idzie podejrzany zrzut. Resztę załatwimy stąd. (...)”. Taką treść tej depeszy potwierdza także wpis w „Dzienniku czynności” mjr dypl. Jana Jaźwińskiego, odpowiedzialnego za organizację przerzutów do Polski cichociemnych i zaopatrzenia dla Armii Krajowej. Odnotował także: „Dca [dowódca] G.B.P. [Głównej Bazy Przerzutowej] pokwitował rozkaz Szefa Sztabu N.W. dep. L. 218 i zarządził odprawienie kuriera polit. Kabla, towarzyszącego ob. Brzoza [Retinger]”.
Jako emisariusz polityczny został zrzucony do kraju wraz z kurierem Tadeuszem Chciukiem ps. „Celt”, w nocy 3/4 kwietnia 1944, w operacji lotniczej „Salamander”. W poniedziałek 3 kwietnia 1944 o godz. 19.25 samolot Halifax JP-180 „V” z polską załogą (1586 Eskadra PAF) wystartował z polskiej bazy w Brindisi. Poleciał trasą nr 4, nad miejscowościami Bar i Kotor, przez Czarnogórę na Węgry, ominął od wschodu Budapeszt, dotarł do Polski na wschód od Tatr. We wtorek 4 kwietnia 1944 Retinger został zrzucony na placówkę odbiorczą „Zegar”, niedaleko majątku Olesin Duży, gmina Dębe Wielkie, powiat Mińsk Mazowiecki, 26 km na wschód od stacji kolejowej Warszawa Główna. W czterech nalotach na placówkę zrzucono skoczków, dziewięć zasobników i dziewięć paczek. Wylądował bez problemów (wbrew relacjom nie skręcił kostki, nie złamał nogi), m.in. dzięki spadochronowi dla cięższej osoby, zwalniającemu opadanie. Zrzut sprawnie odebrał oddział AK, Retinger i Chciuk nocowali w dworze Jolanty i Jerzego Gruhnów w Olesinie Dużym, następnie pociągiem dojechali do Warszawy, zamieszkali przy ul. Marszałkowskiej. Podczas pobytu w Polsce używał pseudonimu Jan Brzoza, przypisywany mu pseudonim Salamander był nazwą operacji lotniczej. Według Normana Daviesa przyleciał w celu oceny siły armii podziemnej i ugrupowań komunistycznych w wojennej Polsce i przekazania tych informacji bezpośrednio Brytyjczykom, dla których informacje polskiego rządu na emigracji, a także Sowietów, nie były wystarczająco wiarygodne. Według innych opracowań, znając ustalenia konferencji teherańskiej w sprawie Polski, spotykał się z przedstawicielami polskiego podziemia, aby wybadać możliwość powstania w Polsce rządu z silną reprezentacją lewicy, który mógłby zostać uznany przez Józefa Stalina. W niektórych tekstach prasowych pojawiały się informacje, że Retinger spotykał się także z przedstawicielami PPR, ale brak jest wiarygodnych świadectw i dokumentów na ten temat. Jego misją w Polsce było najprawdopodobniej przekonanie polskich polityków do stworzenia takiego rządu, który z jednej strony zyskałby akceptację Moskwy, a z drugiej zapewnił częściową choćby niezależność i chęć do współpracy z Wielką Brytanią. Celem Retingera było, „aby za wszelką cenę ruch podziemny kierowany z Londynu porozumiał się z ruchem podziemnym kierowanym z Moskwy”.
W trakcie jego pobytu oddział likwidacyjny Komendy Głównej Armii Krajowej pod kryptonimem 993/W podejmował kilkakrotne próby pozbawienia go życia. Nie ustalono do tej pory, kto wydał taki rozkaz. Retinger oskarżył o to po wojnie (29 maja 1958) szefa wywiadu AK Kazimierza Iranka-Osmeckiego, ten jednak pisemnie zaprzeczył oskarżeniu. Według relacji płk. Tadeusza Boguszewskiego wyrok na Retingera wydała także Grupa Szańca oraz władze Narodowych Sił Zbrojnych, do akcji likwidacyjnej jednak nie doszło. Próba otrucia Retingera (z użyciem białego proszku, być może zawierającego laseczkę wąglika) mogła być przyczyną złego stanu zdrowia, utrzymującego się aż do śmierci. W 1993 do otrucia Retingera na rozkaz Iranka-Osmeckiego przyznała się Izabella Horodecka ps. „Teresa”. Agentka wywiadu AK Anna Darecka ps. Hanna stwierdziła, że użytą trucizną był tal.
Kulisy operacji „Most III” (ewakuacja Retingera kilka dni przed powstaniem warszawskim – powrót z okupowanej Polski do Brindisi) opisał m.in. Marek Celt, współtowarzysz Retingera. Razem z nim w samolocie odleciał do Anglii wybitny oficer wywiadu AK, kapitan Jerzy „Rafał” Chmielewski, wiozący Brytyjczykom trzydziestostronicowy Meldunek specjalny 1/R nr 242. Pociski rakietowe, sporządzony przez wywiad AK oraz siedem najważniejszych części niemieckiej Wunderwaffe – rakiety V2. Ponadto z Polski odlecieli także Tomasz Arciszewski ps. „Stanisław” oraz por. Czesław Miciński. Podczas postoju na lotnisku Campo Casale pod Brindisi Arciszewski zjadł śniadanie z mjr. Jaźwińskim, pytając go: „Kto to jest ten Retinger?”. Jaźwiński odparł krótko: „Niewątpliwie agent Mikołajczyka z ramienia brytyjskiego, grupy prosowieckiej. Asystował gen. Sikorskiemu w zawarciu paktu Sikorski-Majski. Krótko mówiąc, nie zasługuje na zaufanie”.

### Orędownik zjednoczonej Europy
Po wojnie Retinger był orędownikiem zjednoczenia Europy. Podczas debat toczonych w budynku parlamentu w Hadze klarowała się koncepcja Europejskiej Wspólnoty Węgla i Stali – organizacji opartej na założeniu, że nic nie zapobiega wojnie lepiej niż wspólne interesy potencjalnych przeciwników. Swoje koncepcje Retinger omawiał nie tylko z politykami, ale również z ważnymi duchownymi, w tym m.in. z kardynałem Giovannim Montinim. Retinger miał wolny wstęp zarówno na Downing Street 10, jak i do Białego Domu. W maju 1954 zorganizował spotkanie ponad setki koronowanych głów, prezydentów i magnatów przemysłowych w hotelu Bilderberg w Arnhem. Retinger do 1960 był sekretarzem powstałego w ten sposób nieformalnego stowarzyszenia Grupy Bilderberg.
W 1958 był nominowany do Pokojowej Nagrody Nobla.

## Śmierć
Zmarł 12 czerwca 1960 roku na raka płuc. Został pochowany na North Sheen Cemetery (DR 92).

## Twórczość
- J.H. Retinger, (1908) Le conte fantastique dans le romantisme français. Genève: Slatkine Reprints, 1973.
- J.H. Retinger, Histoire de la littérature française du romantisme à nos jours. Paris: B. Grasset, 1911.
- Józef H. Retinger, La Pologne et l’Équilibre européen, Paris 1916.
- J.H. Retinger. Morones of Mexico; a history of the labour movement in that country. London: The Labour Pub. Co. Ltd. 1926.
- J.H. Retinger, Tierra mexicana; the history of land and agriculture in ancient and modern Mexico. London: N. Douglas, 1928.
- Dr. J.H. Retinger, Polacy w cywilizacjach zagranicznych, Warszawa, 1934.
- Józef Hieronim Retinger, Polacy w cywilizacjach świata do końca wieku XIX. Światowy Związek Polaków z Zagranicy. Warszawa 1938.
- J.H. Retinger, „Historja i polityka: Nowy czynnik w dyplomacji międzynarodowej”, Wiadomości Literackie, 1938 (50), 4 December 1938.
- J.H. Retinger, „Historja i polityka: Zastój w międzynarodowej działalności Rosji”, Wiadomości Literackie, 1938 (51), 11 December 1938
- J.H. Retinger, All about Poland: facts, figures, documents. London: Minerva Pub. Co., 1941.
- Joseph Retinger, Conrad and His Contemporaries, London: Minerva, 1941, and New York: Roy, 1942.
- Józef H. Retinger, The European Continent?, London, 1946.
- Józef H. Retinger, The Bildenberg Group, Hertfordshire, 1959.
- Joseph Retinger, John Pomian, Memoirs of an Eminence Grise, Sussex University Press, 1972, ISBN 0-85621-002-1.
- J.H. Retinger, Under Polish eyes. Joseph Conrad Society, 1975.